# Hisayo Fukumitsu
Hisayo Fukumitsu (jap. 福光 久代, Fukumitsu Hisayo; * 19. Februar 1960 in Yoshinogari, Präfektur Saga) ist eine ehemalige japanische Hochspringerin.
Bei den Leichtathletik-Asienmeisterschaften 1979 gewann sie Bronze.
1981 siegte sie bei den Pacific Conference Games und bei den Asienmeisterschaften mit ihrer persönlichen Bestleistung von 1,93 m. Beim Leichtathletik-Weltcup in Rom wurde sie Siebte.
1982 holte sie Silber bei den Asienspielen in Neu-Delhi. Bei den Leichtathletik-Weltmeisterschaften 1983 in Helsinki und den Olympischen Spielen 1984 in Los Angeles schied sie in der Qualifikation aus.
1980, 1982 und 1984 wurde sie Japanische Meisterin.